# Saga Airlines
Saga Airlines – nieistniejąca turecka linia czarterowa, działająca w latach 2004-2013. Ich bazą był port lotniczy Stambuł-Atatürk. Przewoźnik obsługiwał czarterowe połączenia pomiędzy Turcją a Europą.